# روبرتو رودريغيز (لاعب كرة قاعدة)
روبرتو رودريغيز (بالإسبانية: Roberto Muñoz) هو لاعب كرة قاعدة كولومبي، ولد في 29 نوفمبر 1941 في كاراكاس في فنزويلا، وتوفي في 23 سبتمبر 2012 في ماراكاي في فنزويلا.

## وصلات خارجية
- روبرتو رودريغيز على موقع دوري كرة القاعدة الرئيسي (الإنجليزية)
- روبرتو رودريغيز على موقعبيزبول رفرنس.كوم (الدوري الرئيسي) (الإنجليزية)
- روبرتو رودريغيز على موقعبيزبول رفرنس.كوم (الدوري الثانوي) (الإنجليزية)